# Szmaragdówka leszczynówka
Szmaragdówka leszczynówka (Smaragdina aurita) – gatunek chrząszcza z rodziny stonkowatych i podrodziny zmróżek. Zamieszkuje palearktyczną Eurazję.

## Taksonomia
Gatunek ten opisany został po raz pierwszy w 1767 roku przez Karola Linneusza pod nazwą Chrysomela aurita. Wyróżnia się w jego obrębie cztery podgatunki:
- Smaragdina aurita aurita (Linnaeus, 1767)
- Smaragdina aurita auritoides (Achard, 1923)
- Smaragdina aurita hammarstroemi (Jakobson, 1901)
- Smaragdina aurita nigrocyanea (Motschulsky, 1866)

## Morfologia
Chrząszcz o ciele długości od 4,5 do 6 mm. Głowa jest czarna z metalicznym połyskiem.  Człony czułków od pierwszego do trzeciego lub czwartego są pomarańczowe lub czerwone, pozostałe zaś czarne. Przedplecze jest czarne z metalicznym połyskiem granatowym i z szeroko obrzeżonymi żółto lub pomarańczowo krawędziami bocznymi; jego powierzchnia punktowana jest bardzo drobno, rzadko i niewyraźnie. Tarczka jest barwy przedplecza, ale często z ciemnoczerwonym wierzchołkiem. Pokrywy są czarne z metalicznym połyskiem granatowym, płytko i drobno punktowane. Odnóża są żółte do pomarańczowych z czarnymi biodrami, krętarzami, udami tylnej pary i nasadową połową ud pary środkowej. Odwłok u samicy wyróżnia się od tego u samca obecnością dołeczka na ostatnim sternicie.

## Ekologia i występowanie
Owad ten zasiedla suche i nasłonecznione stanowiska, w tym skraje lasów, polany, poręby, zbocza i murawy kserotermiczne. Osobniki dorosłe są polifagicznymi foliofagami żerującymi na liściach drzew i krzewów. Wśród ich roślin żywicielskich wymieniane są brzozy, dęby, głogi, klon polny, leszczyny, róże, olchy, śliwa tarnina, wierzby. Larwy odżywiają się martwymi liśćmi. Aktywne osobniki dorosłe obserwuje się od kwietnia lub maja do lipca.
Gatunek palearktyczny. Podgatunek nominatywny znany jest z Hiszpanii, Francji, Belgii, Niemiec, Szwajcarii, Liechtensteinu, Austrii, Włoch, Danii, Szwecji, Polski, Czech, Słowacji, Węgier, Białorusi, Ukrainy, Mołdawii, Rumunii, Bułgarii, Słowenii, Chorwacji, Bośni i Hercegowiny, Serbii, Czarnogóry, Albanii, Macedonii Północnej, Grecji oraz europejskich części Rosji i Turcji. S. a. auritoides podawana jest z południa europejskiej części Rosji, Gruzji, Armenii, Azerbejdżanu i Iranu. S. a. hammarstroemi notowana jest z syberyjskiej i dalekowschodniej części Rosji, Mongolii, północnych Chin i Korei Północnej. S. a. nigrocyanea wykazywana jest z Dalekiego Wschodu Rosji i z Japonii.